# Hemmakki, Tirthahalli
Hemmakki là một làng thuộc tehsil Tirthahalli, huyện Shimoga, bang Karnataka, Ấn Độ.